# الغربة (فلم)
الغربة هو فيلم لبناني قصير من إخراج المخرج اللبناني زين ألكسندر. عُرض الفيلم لأول مرة عالميًا خلال فعاليات الدورة الثالثة والثلاثين لمهرجان سانتا باربرا السينمائي الدولي في 2 فبراير (شباط) 2018. وفي عام 2020، نال المخرج زين ألكسندر عن الفيلم جائزة خير الله للفنون من مركز موييز خير الله لدراسات الانتشار اللبناني.

## قصة الفيلم
تدور أحداث فيلم الغربة حول قصة الزوجين اللبنانيين جاد ورانيا، الذان يحلمان بالنجاح كممثلين في مدينة نيويورك بالولايات المتحدة الأمريكية، ولكنها يكتشفان تدريجيًا جوانب مختلفة تؤثر على حياتهم الأسرية، ويفترقان عن بعضهما البعض في النهاية مدفوعين باختلاف الآراء والقرارات. يُناقش الفيلم على مدار عشر دقائق حياة الفنان المكافح وقضية التقمص وتأثير التوقعات المجتمعية.
في أحد اللقاءات الصحفيّة، ذكر مخرج الفيلم زين ألكسندر أن قصة الفيلم مستوحاة بشكل كبير من تجاربه الشخصية ومن محاولات باسكال سينيوري المكافحة للعمل في صناعة الترفيه الأمريكية، وأضاف أيضًا أن الفيلم يتضمن محاولة لإظهار أن الناس، بغض النظر عن الخلفيات الثقافية والعرقية، لا يختلفون كثيرًا.

## طاقم العمل

### الممثلون
- زين ألكسندر: في دور جاد
- باسكال سينيوري: في دور رانيا

## استقبال الفيلم
عُرض فيلم الغربة لأول مرة عالميًا في 2 فبراير (شباط) 2018 خلال فعاليات الدورة الثالثة والثلاثين لمهرجان سانتا باربرا السينمائي الدولي، ولاقى ردون فعل متباينة تنوعت ما بين السلبية والإيجابية، فعلى الرغم من أن حبكة الجزء التمهيدي من الفيلم بدت نمطية ومألوفة تتشابه مع حبكة أعمال أخرى إلا أنّ النقاد أشادوا بالتناول الجيد والاستخدام السينمائي المناسب للحبكة. وقد علق الناقد السينمائي كيرك فيرنوود على الفيلم قائلاً: 
نجح فيلم الغربة في الموازنة بامان ما بين طابع الأفلام القصيرة المدروسة جيدًا والمصممة بشكل مناسب. 
كما صرح الناقد السينمائي فيليكس فاسكيز لموقع سينما كريزد قائلًا: 
يُقدم فيلم الغربة بيانًا صارخًا حول صناعة الترفيه والصعوبات التي تواجهها الأقليات في تحقيق أحلامها في إطار فني.

## الجوائز والترشيحات
مُنح مُخرج فيلم الغربة في عام 2020 جائزة خير الله السنوية للفنون من مركز موييز خير الله لدراسات الانتشار اللبناني تقديرًا لتعبير الفيلم عن أحد الجوانب المتعلقة بلبنان وبحياة المغتربين اللبنانيين وما يواجهونه من صعوبات مثل العنصرية نتيجة الصور النمطية تجاه المهاجرين. رُشّح الفيلم أيضًا للحصول على عدد من الجوائز والتكريمات في عدة مهرجان، ومن أهمها:
- جائزة أفضل فيلم قصير من مهرجان سانتا باربرا السينمائي الدولي في عام 2018.
- جائزة أفضل فيلم قصير من مهرجان سوهو السينمائي الدولي خلال دورته التاسعة في عام 2018.[18]
- جائزة أفضل فيلم قصير من مهرجان لبنان السينمائي الدولي في عام 2018.[19]
- جائزة أفضل فيلم قصير من مهرجان بيروت الدولي لسينما المرأة في عام 2019.